# Piaggio Hexagon

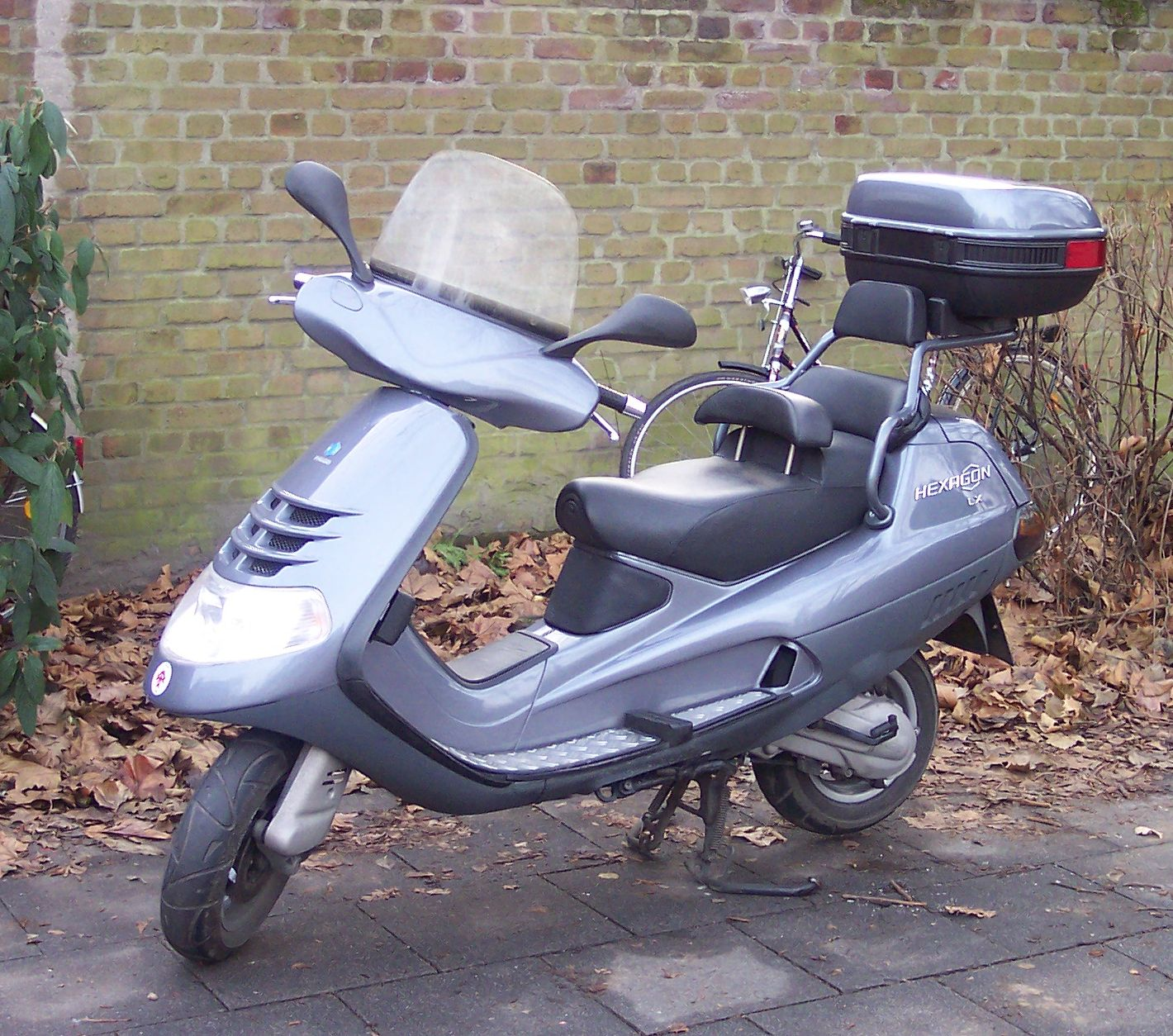
Piaggio Hexagon

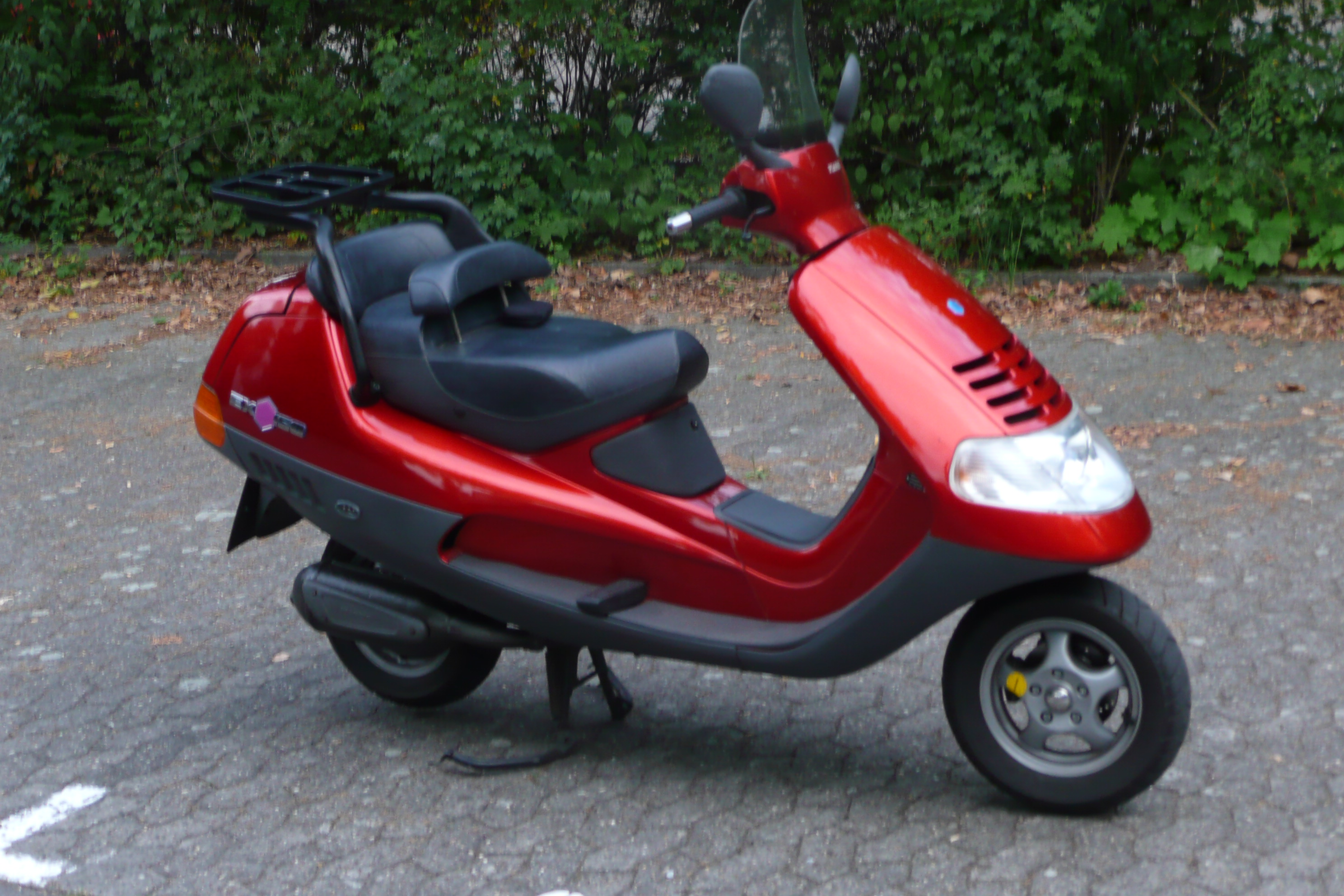
Piaggio Hexagon Scooter 150 cm³

Die Piaggio Hexagon ist ein Großroller, die der italienische Fahrzeughersteller Piaggio zwischen 1994 und 2003 baute.

## Vorgeschichte
Die bis 1990 gebauten Vespa-Modelle, mit der typischen Blechkarosserie, hatten zwar Kultstatus, jedoch gingen die Verkaufszahlen immer weiter zurück, so dass Piaggio im Jahr 1990 mit der Piaggio Sfera seinen ersten Motorroller mit Stahlrohrrahmen und Kunststoffkarosserie auf den Markt brachte. Als Antwort auf die 1985 erschienene und erfolgreiche Honda CN 250 Helix, präsentierte Piaggio 1994 die Hexagon, deren Karosserie nach dem gleichen Prinzip aufgebaut war. Wegen der breiten Sitzbank und der entspannten Sitzposition werden Roller nach diesem Bauprinzip scherzhaft als Sofaroller bezeichnet. Der Roller war mit wassergekühlten Einzylinder-Zwei- und -Viertaktmotoren mit Hubräumen zwischen 125 cm³ und 250 cm³ erhältlich. Weiter wurde ein luftgekühltes 125-cm³-Viertaktmodell angeboten. Die Modelle hatten anfangs 10-Zoll-Räder, was sie trotz ihrer Größe sehr wendig machte. Modelle ab 1998 hatten ein Fahrwerk mit 11-Zoll-Rädern, Modelle ab 2002 hatten Zug um Zug ein Fahrwerk mit 12-Zoll-Rädern erhalten.

## Modellgeschichte
Die ersten Modelle waren der Hexagon EX 150 und zwei Jahre später der Hexagon EX 125, die von den modifizierten Modellen LX 125 und LXT 180 abgelöst wurden. Später kamen die Modelle LX4 und GT mit Einzylinder-Viertaktmotoren und 125 cm³ oder 250 cm³ Hubraum, wobei der 250-cm³-Motor von Honda (aus dem Grossroller Honda Helix) stammt. Ab 2000 wurde die Hexagon mit 125- und 180 cm³-Leader-Motoren ausgeliefert. Mit der Modell-Bezeichnung Super Hexagon GTX bekam der 250er neben einem optisch etwas anderen (cockpit) Tacho und einer Multifunktionsanzeige, (anstelle der etwas schwachen hinteren Trommelbremse) endlich auch da eine Scheibenbremse.

## Modellübersicht
- Hexagon EX 150, 11,5 kW (15,6 PS), 1994–1998 (Zweitakter Typ EXV)
- Hexagon EX 125, 10,5 kW (14,3 PS), 1996–1998 (Zweitakter Typ EXS)
- Hexagon LX 125, 10,2 kW (13,9 PS), 1998–2000 (Zweitakter Typ ZAPM05), mit 11-Zoll-Rad
- Hexagon LXT 180, 15,0 kW (20,4 PS), 1998–2000 (Zweitakter Typ ZAPM06), mit 11-Zoll-Rad
- Hexagon LX4 125, 7,6 kW (10,3 PS), 1998–2000 (Luftgekühlter Viertaktmotor, Typ ZAPM15)
- Hexagon 180 GTX, 14 kW (19 PS), 2000–2001 (Leader-Viertaktmotor, 4 Ventile, Typ ZAPM20) 11" Fahrwerk
- Hexagon 250 GT, 12 kW (16,4 PS), 1997–1999 (Honda Viertaktmotor,  Typ ZAPM1400x),2 Ventile,1Zylinder Wassergekühlt, Scheibenbremse vorne, Trommelbremse hinten
- Super Hexagon 125 GTX, 11 kW (15 PS), 2000–2002 (Leader-Viertaktmotor, 4 Ventile, Typ ZAPM20), ab 28. Juni 2002 mit 12-Zoll-Rädern und Teleskopgabel, Zusatz "Super" in der Typenbezeichnung entfällt
- Super Hexagon 180 GTX, 14 kW (19 PS), 2000–2002 (Leader-Viertaktmotor, 4 Ventile, Typ ZAPM20), ab 28. Juni 2002 mit 12-Zoll-Rädern und Teleskopgabel, Zusatz "Super" in der Typenbezeichnung entfällt
- Super Hexagon 250 GTX, 14 kW (19,4 PS), 2000–2002 (Honda Viertaktmotor,  Typ ZAPM14000x),2 Ventile,1Zylinder Wassergekühlt, Scheibenbremse vorne+hinten

## Technik
Für die Antriebseinheit wurde eine Triebsatzschwinge verwendet, das heißt die gefederte Hinterradschwinge enthält den gesamten Antrieb mit Motor, Kupplung, stufenlosem Keilriemengetriebe und Endgetriebe. Die Motoren waren wassergekühlte Einzylinder-Zweitakt- und -Viertaktmotoren mit Hubräumen zwischen 125 cm³ und 250 cm³. Nur der Typ LX4 hatte einen luftgekühlten 4-Takt Motor.
Das automatische stufenlose Riemengetriebe überträgt die Kraft auf das Hinterrad. Da es nicht geschaltet werden muss, und auch die Fliehkraftkupplung automatisch arbeitet, war der Roller sehr einfach und komfortabel zu bewegen.
Das Fahrwerk aller 2-Takter hatte hinten die genannte Triebsatzschwinge mit einem einzelnen Stoßdämpfer, die jedoch, wie alle Triebsatzschwingen, den Nachteil einer verhältnismäßig großen ungefederten Masse hatte und deshalb nicht besonders komfortabel war.
Das Vorderrad war wie bei der Vespa mit einer gezogenen Schwinge und einem einzelnen Stoßdämpfer aufgehängt. Die Modelle hatten bis 1998 10-Zoll-Räder. Aus Stabilitäts- und Komfortgründen bekamen die Modelle ab 1998 ein Fahrwerk mit 11-Zoll-Rädern, die letzten Modelle des Hexagon wurden mit einer Teleskopgabel vorne und 12-Zoll-Rädern ausgeliefert. Die 4-Takt-Modelle hatten ebenfalls eine Triebsatzschwinge, aber zur besseren Stabilisierung und für ein exakteres  Fahrverhalten wurde am Hinterrad rechts zusätzlich eine Hilfsschwinge, sowie zwei Stoßdämpfer statt des Einzelstoßdämpfers eingebaut.
Die Hexagon hatte vorne eine hydraulisch betätigte Scheibenbremse, bei den Modellen vor 1998 mit einem festen 2-Kolben-Sattel und einem Scheibendurchmesser von 175 mm, nach 1998 ein schwimmend gelagerter 2-Kolben-Sattel mit einem Scheibendurchmesser von 200 mm. Die durch Bowdenzug betätigte Hinterradbremse bis 1998 war eine Trommelbremse mit 110 mm Trommeldurchmesser, nach 1998 mit 140 mm Trommeldurchmesser. Die 4-Takt-Modelle GTX hatten hinten auch eine hydraulisch betätigte Scheibenbremse.
Die Elektrische Anlage der 2-Takter besteht aus einer von der Batterieversorgung unabhängigen Kondensatorzündanlage (CDI=Capacitor Discharge Ignition) und einer Generatoranlage mit Regler, die bei laufendem Motor einen Bleiakku lädt und alle sonstigen Verbraucher (außer der Zündung) versorgt. Die Modelle bis 1998 hatten einen einzelnen Scheinwerfer mit H4-Licht, die Modelle ab 1998 einen Doppelscheinwerfer mit H7/H1-Licht.